# Adalberto Martínez Flores
Adalberto Martínez Flores (Asuncion, 8. srpnja 1951.) paragvajski je prelat Katoličke Crkve koji je 2022. imenovan nadbiskupom Asuncióna. Biskup je od 1997. godine.
Floresa je imenovao kardinalom papa Franjo na konzistoriju 27. kolovoza 2022. On je prvi kardinal iz Paragvaja.